# Manteau inférieur

Structure de la Terre. La mésosphère est appelée manteau plus rigide dans ce diagramme.

Le manteau inférieur, anciennement connu sous le nom de mésosphère, est une couche profonde de la Terre, sous le manteau supérieur, qui représente environ 56 % du volume total de la planète et s'étend aux profondeurs de 660-670 à 2 900 km sous la surface, entre la zone de transition (d'avec le manteau supérieur) et le noyau externe. Le modèle terrestre de référence préliminaire (PREM) sépare le manteau inférieur en trois sections, la plus élevée (660–770 km), manteau inférieur médian (770–2 700 km), et la couche D (2 700–2 900 km). La pression et la température dans le manteau inférieur vont de 24 à 127 GPa et de 1 626 à 2 326 °C. La composition du manteau inférieur serait pyrolitique, selon les géologues, contenant trois phases principales de bridgmanite, un silicate à structure minéralogique de pérovskite, de ferropériclase et de pérovskite de silicate de calcium. Il a été démontré que la haute pression dans le manteau inférieur induit une transition de spin de la bridgmanite ferreuse et de la ferropériclase, qui peut affecter à la fois la dynamique du panache du manteau, et la chimie du manteau inférieur.
La limite supérieure est définie par la forte augmentation des vitesses et de la densité des ondes sismiques à une profondeur de 660 km. À une profondeur de 660 km, la ringwoodite (γ-(Mg,Fe)2SiO4) se décompose en pérovskite Mg-Si et magnésiowüstite (ferropériclase). Cette réaction marque la frontière entre le manteau supérieur et le manteau inférieur . Cette mesure est estimée à partir de données sismiques et d'expériences de laboratoire à haute pression. La base de la mésosphère comprend la zone D″ ou discontinuité de Gutenberg qui se situe juste au-dessus de la limite manteau-noyau à environ 2 700 à 2 890 km. La base du manteau inférieur est d'environ 2 700 km.

## Propriétés physiques
Le manteau inférieur a été initialement désigné comme la couche D dans le modèle terrestre de Bullen à symétrie sphérique. Le modèle sismique PREM de l'intérieur de la Terre a découpé la couche D en trois sous-couches distinctes séparées par les discontinuités de vitesse des ondes sismiques : 
- 660–770 km : une discontinuité dans la vitesse des ondes de compression (6–11 %) suivie d'un gradient abrupt indique la transformation de la ringwoodite minérale en bridgmanite et ferropériclase et la transition entre la couche de zone de transition et le manteau inférieur.
- 770–2 700 km : augmentation graduelle de la vitesse indiquant la compression adiabatique des phases minérales dans le manteau inférieur.
- 2 700–2 900 km : la couche D est considérée comme transitoire entre le manteau inférieur et le noyau externe.

La température du manteau inférieur varie de 1 690 °C à la limite la plus élevée à 2 360 °C à une profondeur de 2 700 km. Les modèles de température du manteau inférieur estiment que la convection est la principale contribution au transport de chaleur, tandis que la conduction et le transfert de chaleur radiatif sont considérés comme négligeables. En conséquence, le gradient de température du manteau inférieur en fonction de la profondeur est approximativement adiabatique. Le calcul du gradient géothermique a observé une diminution de 0,47 °C/km à partir de la limite supérieure du manteau inférieur à 0,24 °C/km à 2 600 km.

## Composition
La composition du manteau inférieur est principalement constituée de trois composants : la bridgmanite, la ferropériclase et la pérovskite de silicate de calcium (pérovskite CaSiO3). La proportion de chaque composant est depuis longtemps discutée, mais la composition en vrac semble être,
- Pyrolitique : dérivé des tendances de la composition pétrologique de la péridotite du manteau supérieur suggérant une homogénéité entre les deux couches du manteau terrestre avec un rapport Mg/Si de 1,27. Ce modèle implique que le manteau inférieur est composé de 75 % de bridgmanite, 17 % de ferropériclase et 8 % de pérovskite-CaSiO3 par volume[4].
- Chondritique : suggère que le manteau inférieur de la Terre a été accrété à partir de la composition des météorites chondritiques suggérant un rapport Mg/Si d'environ 1. Cela implique que la bridgmanite et les pérovskites-CaSiO3 sont des composants majeurs.

Des expériences de compression multi-enclumes en laboratoire de pyrolite ont simulé les conditions de la géothermie adiabatique et mesuré la densité à l'aide de la diffraction des rayons X in situ. Il a été montré que le profil de densité le long du géotherme est en accord avec le modèle PREM. Ce premier calcul de principe a permis d'observer une correspondance entre le profil de densité et de vitesse à travers le géotherme du manteau inférieur, qui contient des proportions variables de bridgmanite et de ferropériclase, avec le modèle PREM, à une proportion de 8:2. Cette proportion correspond à la composition pyrolitique du manteau inférieur. Cela signifie que les calculs de la vitesse d'onde de cisaillement (ou S-wave) dans les compositions pyrolitiques du manteau inférieur, qui prennent en compte les éléments mineurs, ont montré une très forte similarité (une correspondance à moins de 1%) avec le profil de vitesse de cisaillement du modèle PREM. D'autre part, des études spectroscopiques Brillouin (en) à des pressions et températures pertinentes ont révélé qu'un manteau inférieur composé de plus de 93 % de phase bridgmanite donne des vitesses d'onde de cisaillement correspondantes aux vitesses sismiques mesurées. La composition suggérée est compatible avec un manteau inférieur chondritique. La composition en vrac du manteau inférieur fait toujours l'objet de débats.

## Zone de transition de spin
L'environnement électronique de deux minéraux contenant du fer dans le manteau inférieur (bridgmanite, ferropericlase) passe d'un état à haut spin (HS) à un état à bas spin (LS). Le Fe2+ dans la ferropericlase subit la transition entre 50 et 90 GPa. La bridgmanite contient à la fois du Fe3+ et du Fe2+ dans sa structure, le Fe2+ occupe l'emplacement A et passe à l'état LS à 120 GPa. Alors que le Fe3+ occupe les emplacements A et B, le Fe3+ en B subit une transition HS à LS à 30-70 GPa, tandis que le Fe3+ en A échange avec le cation Al3+ en B et devient LS. La transition de spin du cation de fer provoque une augmentation du coefficient de partage entre la ferropériclase et la bridgmanite jusqu'à 10-14, appauvrissant la bridgmanite et enrichissant la ferropériclase en Fe2+. Cette transition entre les états à haut et bas spin affecte les propriétés physiques des minéraux contenant du fer. Par exemple, des études ont montré que la densité et l'incompressibilité augmentent de l'état à haut spin à l'état à bas spin dans la ferropériclase. Les effets de la transition de spin sur les propriétés de transport et la rhéologie du manteau inférieur sont actuellement étudiés et discutés au travers de simulations numériques.

## Histoire
La mésosphère (homonyme de mésosphère, couche de l'atmosphère) est dérivée de « coquille mésosphérique », inventée par Reginald Aldworth Daly, professeur de géologie à l'Université Harvard. Daly (1940) a déduit que la Terre externe, à l'ère pré-tectonique des plaques, se composait de trois couches sphériques : la lithosphère (comprenant la croûte), l'asthénosphère et la coquille mésosphérique. Les profondeurs des hypothèses de Daly à la limite lithosphère-asthénosphère variaient de 80 à 100 km, et le sommet de la coquille mésosphérique (base de l'asthénosphère) étaient de 200 à 480 km. Ainsi, l'asthénosphère de Daly a été calculée de 120 à 400 km d'épaisseur. Selon Daly, la base de la mésosphère terrestre solide pourrait s'étendre jusqu'à la base du manteau (et donc jusqu'à la surface du noyau).
Un terme heuristique dérivé, mésoplaques, combinant «mésosphère» et «plaque», a été introduit pour les cadres de référence d'études dans lesquels il existe des points chauds du manteau.